# 아인테무셴트주

아인테무셴트주

아인테무셴트주(아랍어: ولاية عين تموشنت)는 알제리 북서부에 위치한 주로, 주도는 아인테무셴트이며 면적은 2,376.89km2, 인구는 384,565명(2010년 기준)이다.